# Now Zad (dystrykt)
Now Zad – dystrykt (powiat) leżący w północnej części afgańskiej prowincji Helmand. Zamieszkiwany jest jedynie przez Pasztunów, których populacja w 2002 liczyła 51170 ludzi. Dystrykt liczy ok. 100 osad, z czego największą jest Now Zad.
Podczas natowskiej interwencji w Afganistanie dystrykt był bastionem talibskim. Walki nad kontrolą w powiecie toczyły się od 2006. Wówczas z rebeliantami zmagali się Brytyjczycy, elitarne oddziały nepalskich Ghurków i Estończycy; walki te zmusiły do ucieczki z miasta 30 tysięcy cywili.